# ドラキラ
「ドラキラ」は、2002年6月にリリースされたFANATIC◇CRISISの通算25枚目のシングルである。発売元はSTOICSTONE。

## 解説
前作より2カ月ぶりのシングル。アルバム『5』の先行シングル。カップリングが未収録で、これはインディーズの「月の花」、「Rain」以来。
先行シングルながらオリコンチャートではトップ10にランクイン。売り上げも前作より1万枚近く上昇した。
タイトル曲は日本テレビ系『三宅裕司のドシロウト』（山口放送制作）EDテーマ。

## 収録曲
1. ドラキラ [4:05]
  - 作詞・作曲:石月努／編曲:神林義弘・FANATIC◇CRISIS
2. ドラキラ (Vox Less Version)

## 収録作品
- 5（#1）
- THE BEST of FANATIC◇CRISIS Single Collection02（#1）